# 石田帰山
石田 帰山（いしだ きざん、1940年5月10日 - ）は、日本の書家。本名、紀夫。元毎日書道展会員、元創玄書道会審査員。「唯一神又吉イエス主義を後世に伝える会」の題字を手掛けたことで知られる。石田紀夫名義で、テノール歌手としても活動している。

## 来歴
富山県魚津市生まれ。専修大学卒業、東京音楽大学大学院修士課程修了。文化功労者である書道家大平山濤に50年の間師事する。
19歳の時、書道家吉田帰雲、大平山濤両者から一字ずつもらい、雅号「帰山」を名乗りはじめる。1965年、文化勲章受賞者である金子鷗亭が立ち上げた書道会「創玄書道会」の開催する第1回創玄展に出品し、入選。1968年、鷗亭のもとへ向かう山濤と共に、東京に移り住む。
1993年日展に入選。1994年から2005年まで、創玄書道会審査員を務めた。
2010年、作品集『石田帰山 自選作品集』を出版。
2018年には、政治活動家、唯一神又吉イエスの元事務所メンバーであるYukideiが立ち上げたウェブサイト『唯一神又吉イエス主義を後世に伝える会』の題字を手掛けた。当時の様子を収めたインタビュー記事が、同サイトに掲載されている。
現在、認定特定非営利活動法人「がんサポートコミュニティー」の事務所には、石田が手掛けた江戸時代の俳人・滝野瓢水の句である「浜までは海女も蓑着る時雨かな」の書が展示されている。

## 受賞歴
- 第1回創玄展入選

- 第17回毎日書道展入選

- 第20回創玄展準二科賞

- 第21回創玄展一科賞

- 第37回毎日書道展入選

- 第45回、第46回毎日書道展毎日賞

- 第25回日展入選

## 著書・作品集
- 作品集『石田帰山 自選作品集』石田事務所、2010年